# Ragnar Sörman
Bryngel Gullmar Ragnar Johannes Sörman, född 17 december 1927 i Mölndal, död 7 maj 2005 i Oscar Fredriks församling i Göteborg, var en svensk skådespelare.
Han är gravsatt i minneslunden på Västra kyrkogården i Göteborg.

## Filmografi i urval
- 1955 – Ute blåser sommarvind
- 1955 – Mord, lilla vän
- 1955 – Vildfåglar
- 1956 – Blånande hav
- 1956 – Nattbarn
- 1956 – Ratataa
- 1956 – Den tappre soldaten Jönsson
- 1957 – Det sjunde inseglet
- 1957 – Som man bäddar...
- 1958 – Musik ombord
- 1963 – Min kära är en ros
- 1964 – Wild West Story
- 1964 – Äktenskapsbrottaren
- 1966 – Adamsson i Sverige
- 1972 – Rävspel (TV-serie)
- 1996 – Polisen och pyromanen (TV-serie)

## Teater

### Roller (ej komplett)
| År   | Roll           | Produktion                                                 | Regi                           | Teater                            |
| ---- | -------------- | ---------------------------------------------------------- | ------------------------------ | --------------------------------- |
| 1952 | Lennart        | Jag älskar Hans Peterson                                   | Lars Barringer                 | Atelierteatern                    |
| 1952 | Flirtis        | När syrsorna spela Bertil Sävkranz                         | Lars Barringer Bertil Sävkranz | Atelierteatern                    |
| 1953 | Drängen        | En skugga Hjalmar Bergman                                  | Nils Lindström                 | Atelierteatern                    |
| 1953 | Julien         | Ole-dole-doff (Am-stram-gram) André Roussin                | Josef Kornfeld                 | Atelierteatern                    |
| 1953 | Lars Bläckhorn | Den jäktade (Den stundesløse) Ludvig Holberg               |                                | Göteborgs stadsteater, 1 maj 1953 |
| 1954 | Brodern        | Lärkan (L'alouette) Jean Anouilh                           | Per-Axel Branner               | Nya Teatern                       |
| 1959 |                | Femton snören guld Zhu Sucheng                             | Ellen Bergman                  | Uppsala-Gävle Stadsteater         |
| 1962 | Pancho         | Iguanans natt (The Night of the Iguana) Tennessee Williams | Per Gerhard                    | Vasateatern                       |
| 1964 |                | Den stora effekten (La grosse valise) Robert Dhery         | Stig Ossian Eriksson           | Idéonteatern                      |